# تينا بروكس
تينا بروكس (بالإنجليزية: Tina Brooks)‏ هو ملحن أمريكي، ولد في 7 يونيو 1932 في فاييتفيل في الولايات المتحدة، وتوفي في 13 أغسطس 1974 في نيويورك في الولايات المتحدة بسبب قصور كلوي.

## وصلات خارجية
- تينا بروكس على موقع ميوزك برينز (الإنجليزية)
- تينا بروكس على موقع أول ميوزيك (الإنجليزية)
- تينا بروكس على موقع ديسكوغز (الإنجليزية)